# 张茜 (政治人物)
张茜（1922年6月11日—1974年3月20日），湖北省武汉市人，陈毅元帅之妻。

## 生平
张茜1938年加入新四军，1940年与陈毅结婚，婚后育有三子一女。1974年病逝于北京，終年52歲。
- 长子：陈昊苏（1942年5月－），曾任北京市副市长，现任中国人民对外友好协会会长兼中俄友协会长[1]；
- 次子：陈丹淮（1943年9月－），曾任中国人民解放军总装备部科技委委员，少将军衔[2]；
- 三子：陈小鲁（1946年7月－2018年2月28日），北京标准国际有限公司、上海标准基础设施投资集团有限公司、嘉兴公路建设投资有限公司、上海标准国际投资管理有限公司董事长，博时基金管理有限公司、江西长运股份有限公司、安邦保险的董事。[2]
  - 三儿媳：粟惠宁，粟裕的女儿，1975年结婚。
    - 孙子：陈正国，毕业于北京工业大学，现在一家证券公司工作。
- 女儿：陈珊珊，现名丛军，曾任中华人民共和国驻爱沙尼亚特命全权大使。
  - 女婿：王光亚（1950年3月－ ），国务院港澳事务办公室主任[2]。